# Anthophora urbana
Anthophora urbana är en biart som beskrevs av Cresson 1878. Anthophora urbana ingår i släktet pälsbin, och familjen långtungebin. Inga underarter finns listade i Catalogue of Life.